# Wittbek
Wittbek település Németországban, Schleswig-Holstein tartományban. Lakosainak száma 800 fő (2023. december 31.).

## Népesség
A település népességének változása:
| Lakosok száma | 701  | 770  | 773  | 792  | 807  | 800  |
|               | 1975 | 2017 | 2019 | 2021 | 2022 | 2023 |